# Exàmens imperials xinesos
El sistema d'examinació imperial xinès es va practicar a la Xina imperial de l'any 606 a l'any 1905 i consistia en una sèrie de proves que servien per seleccionar els candidats per ocupar una plaça com a funcionaris. Les proves representaven la via més important per ascendir en l'escala social i, per això, també representaven un objectiu vital pels membres de les classes cultes. A causa de la importància de les proves, aquestes classes acabarien marcant un imperi fortament absolutista amb trets meritocràtics i (almenys en principi) democràtics.

## Història
Originàriament, l'elecció del funcionari es feia seguint criteris aristocràtics, sent només examinats els descendents de les famílies aristocràtiques. Es poden apreciar els primers intents de la introducció del principi de rendiment meritocràtic ja a la dinastia Han, tot i que no tingueren una durada prolongada.
El sistema d'examinació imperial quedà definitivament establert durant la dinastia Sui i, després dels primers exàmens de l'any 606, es mantingué la tradició. En aquella època i en la de la dinastia posterior, la dinastia Tang, els elements aristocràtics estaven encara fortament arrelats: encara calia dur a terme després de, l'aleshores últim examen del sistema i sota el patrocini del Ministeri de Ritus, l'Examen de la Capital una "prova d'actitud" del Ministeri de Nomenaments en què, en comptes dels coneixements, s'avaluaven més aviat aspectes tradicionalment aristocràtics com el comportament, l'aparença i la manera de parlar. Quant a la resta, els graus acadèmics aleshores no eren ni l'única ni la més important via per obtenir un càrrec de funcionari. Nombrosos candidats accedien a l'administració pública per mitjà de recomanacions, tràfic d'influències o la compra del càrrec.
A la dinastia Song s'abolí la prova d'actitud i se substituí per l'Examen de Palau, centrat exclusivament en els coneixements. Per primera vegada la majoria de funcionaris foren seleccionats en funció del resultat de les proves, tot i que les possibilitats alternatives se seguien practicant amb la mateixa freqüència. Amb això, s'assolí definitivament la irrupció del principi meritocràtic. Teòricament, des dels pagesos fins als ministres de l'imperi podien ascendir en l'escala social per mitjà del sistema d'examinació, la qual cosa marcava l'Estat amb trets democràtics. En comparació, l'Europa burgesa hauria d'esperar fins al segle xix perquè es fessin complir els mateixos criteris a l'hora d'assignar càrrecs públics.
En els segles posteriors, el sistema d'examinació seria, en essència, mantingut en gran part, però també constantment alterat i perfeccionat. L'any 1905, la regent Cixi abolí el sistema d'examinació imperial per la pressió exercida pels reformistes. Val a dir que el contingut d'aquest article es correspon, sempre que no s'indiqui el contrari, a la situació del sistema d'examinació imperial xinès durant el període tardà de la dinastia Qing, és a dir, el segle xix.

## Requisits d'admissió
Seguint el sistema patriarcal de l'antiga Xina, només s'hi admetien homes. Formalment, l'admissió no estava subjecta a la classe social a la qual pertanyien els candidats. Tanmateix, de fet, només s'admetien aquells qui, per aprovar l'examen, comptaven amb la indispensable preparació prèvia en tots els aspectes, és a dir, els fills de membres de les classes altes. A més a més, només les famílies acabalades podien permetre's alliberar del treball remunerat els seus fills tant de temps i, a més, finançar els esperats banquets i les pagues en mostra de gratitud que hi havia al final de cada tanda d'exàmens pels qui aprovaven.
No hi havia cap límit d'edat. Generalment, es presentaven per primer cop a les proves després de concloure l'educació escolar clàssica, amb 15 anys aproximadament. A causa de l'enorme quantitat de suspesos i les repeticions que comportava aquest fet, no era poc freqüent que es trobessin homes de quaranta o cinquanta anys entre els candidats. Als exàmens inferiors aquests candidats tan vells eren discriminats i se'ls plantejaven preguntes més difícils i les seves respostes eren avaluades amb més duresa. A l'Examen de la Capital i a l'Examen de Palau, però, rebien una compensació.
Quant a la resta, el candidat havia de demostrar que, des de feia tres generacions, ningú de la seva família s'havia dedicat a cap "professió bruta" (tenir un bordell, per exemple) i no podia trobar-se en un dels estats de dol prescrits pels ritus.

## Jerarquia de les proves

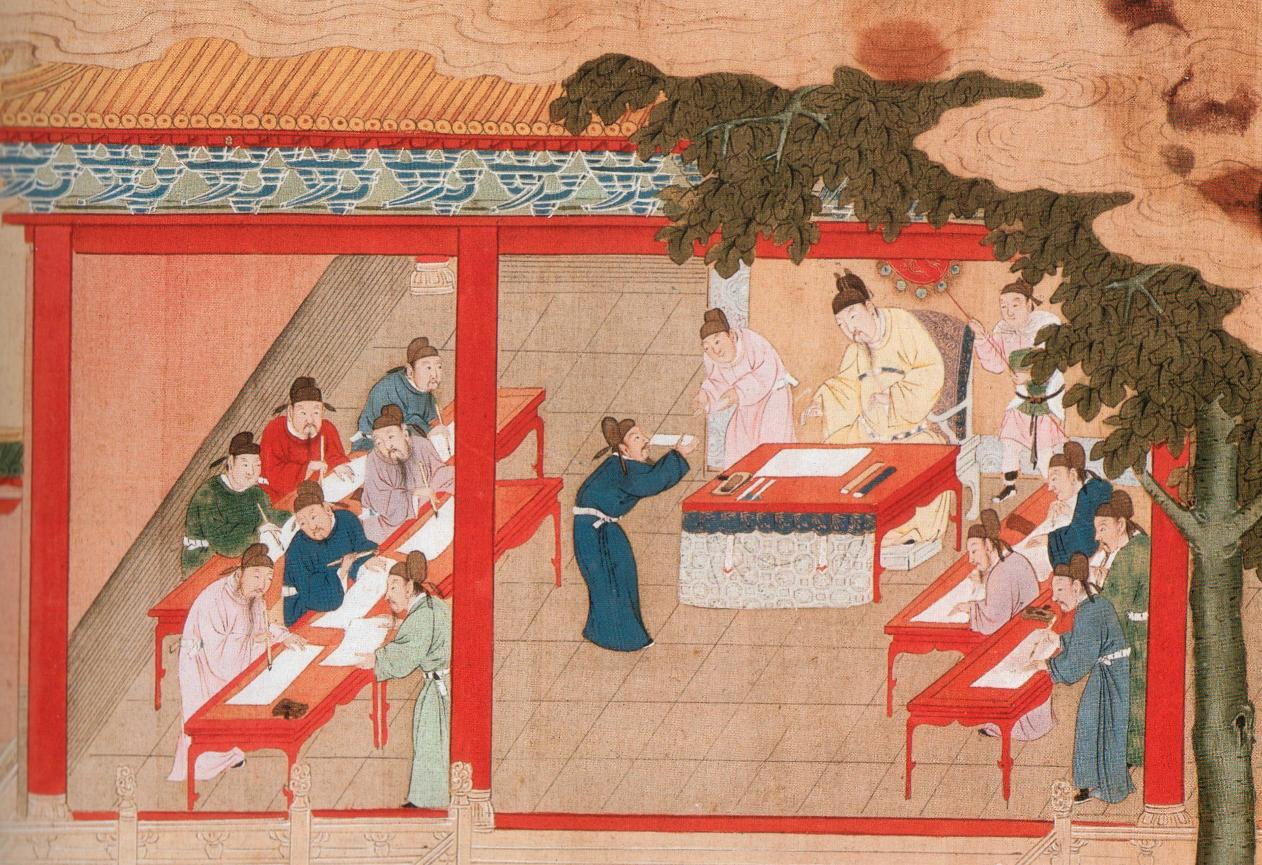
El nivell més elevat del sistema d'examinacions: L'Examen de Palau en presència de l'emperador.

Els nivells més baixos del sistema eren els exàmens per obtenir el títol de llicenciat que tenien lloc en l'àmbit local (exàmens de Districte, Prefectura i d'Aptitud), i que concloïen amb l'adquisició, per part del candidat, de l'estatus de llicenciat (tradicional i simplificat: 秀才, pinyin: xiùcaí, català: talent florent, també s'utilitza el terme tradicional: 生員, simplificat: 生员, pinyin: shēngyuán, català: membre novell). Aquests exàmens no permetien accedir a l'administració pública, sinó que permetien accedir a una escola superior i després prendre part a les proves de nivell superior, és a dir, els exàmens de Província, de la Capital i de Palau, els diplomats dels quals duien el títol equivalent als occidentals magister (tradicional: 舉人, simplificat: 举人, pinyin: jǔrén) i doctor (tradicional: 進士, simplificat: 进士, pinyin: jìnshì).

### Exàmens d'accés a les escoles superiors

#### Examen de Districte
Els Exàmens de Districte (tradicional: 縣試, simplificat: 县试, pinyin: xiànshì) se celebraven a tot l'imperi cada dos anys de tres anys (dos anys sí i un any no) a cadascun dels districtes de la Xina. Tenien lloc a la capital del districte de residència del candidat i consistien en cinc sessions d'un dia cadascuna, tot i que la major part de candidats eren seleccionats ja el primer dia. En total, el percentatge d'aprovats de l'Examen de Districte oscil·lava en un nombre petit.

#### Examen de Prefectura
Els Exàmens de Prefectura (tradicional: 府試, simplificat: 府试, pinyin: fǔshì) tenien lloc al recinte d'examinació de la capital de la prefectura pertanyent, els candidats es formaven en grups segons el districte de procedència en què cadascun rebia diferents preguntes i s'avaluaven per separat. L'Examen de Prefectura consistia en tres dies d'examen. Normalment, a l'Examen de Prefectura es dividia per dos el nombre d'aprovats de l'Examen de Districte.

#### Examen d'Aptitud
La prova de quatre dies que era l'Examen d'Aptitud (tradicional: 院試, simplificat: 院试, pinyin: yuànshì), com a tercer i últim dels exàmens d'accés a les escoles superiors, se celebrava a nivell de prefectura. La direcció dels exàmens, emperò, no corresponia als prefectes, sinó que, amb la finalitat de tenir la màxima independència del governador, s'enviaven per torns diversos "guies d'estudis provincials" (un dels funcionaris més prestigiosos a nivell provincial) que havien d'informar directament a l'emperador. El guia d'estudis en persona duia a terme la correcció, el qual, com a mínim, era ajudat per 5 o 6 secretaris i, en les prefectures més habitades, per més de 10. Les seves opinions i idees tenien, per tant, una gran influència i, amb això, marcaven el desenvolupament cultural i literari de la seva província corresponent. El nombre de candidats que aprovaven l'Examen d'Aptitud era, respecte al nombre d'aprovats de l'Examen de Prefectura, altra vegada dividit per dos i els candidats que aprovaven rebien el títol de llicenciat (xiùcaí o shēngyuán). Aquest títol, emperò, encara no permetia accedir a l'administració pública, sinó que només permetia prendre part en els exàmens de nivell superior. A més a més, aquest títol duia amb si certs privilegis. El llicenciats, per exemple, no podien ser condemnats a rebre càstigs corporals.
A la dinastia Qing tardana, el títol cada vegada més es venia a canvi de diners, fins al punt que l'emperador Daoguang arribà a fer famosa la seva manca de diners crònica. L'any 1830 el nombre de llicenciats era d'un milió aproximadament, un 0,3% del total de la població, i, segons les estimacions, prop d'una tercera part havia comprat el títol.

### Examen de Província
L'Examen de Província (tradicional: 鄉試, simplificat: 乡试, pinyin: xiāngshì) només tenia lloc cada tres anys, normalment al vuitè mes del calendari lunar xinès (pels volts de setembre) dels anys xinesos de la rata, el conill, el cavall i el gall. A més a més, en ocasions especials com ara coronacions d'emperadors o aniversaris se celebraven Exàmens de Província extraordinaris. L'Examen de Província consistia en tres reunions, cadascuna de les quals es prolongava tres dies i durant les quals els candidats havien de treballar en un estricte aïllament en cel·les individuals.
Des de la dinastia Yuan, foren inspeccionats a part per alts funcionaris imperials procedents de Pequín que, en funció de la distància de la província, feien un viatge d'entre 20 i 90 dies. En la tasca de correcció, eren ajudats per entre 8 i 18 funcionaris d'examinació de la regió.

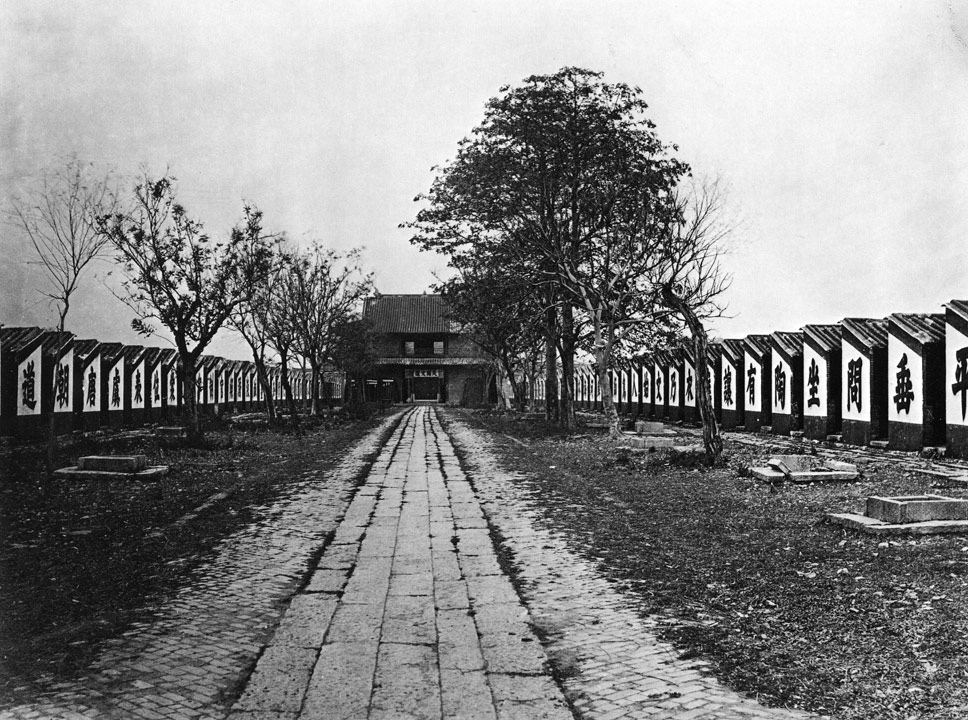
Cel·les d'examinació a Guangdong el 1873

A les capitals provincials es trobaven recintes gegantins i envoltats per murs de la mida d'un barri per celebrar-hi aquests exàmens. Aquests recintes només eren accessibles per l'única porta principal, que era fortament vigilada i consistia en una fila de portes l'una rere l'altra. Al mig del recinte s'hi trobava la torre central (mingyuan lou) des de la qual s'emetien les salves obligatòries i altres senyals acústics. Des de les avingudes principals (yongdao) que sortien la torre es bifurcaven nombrosos carrerons (haodong) infinitament llargs distingibles per un caràcter en els quals es trobaven les cel·les d'examinació (haoshe o haofang) l'una al costat de l'altra. Les cel·les estaven dividides per petits murs i consistien en tres taulons mòbils que el candidat feia servir com a seient, pupitre i prestatgeria. No hi havia portes. A més a més, el recinte d'examinació estava subdividit per murs en dues zones estrictament separades pels vigilants i els examinadors.
El nombre de candidats que aprovaven estava establert per cada província. Solia ser de 40 a 90 candidats i, en el millor dels casos, un percentatge preestablert. Per decret, els fornades s'omplien d'acord amb la nota mitjana dels candidats. Les províncies riques i que eren líders culturals com Jiangsu o Zhejiang tenien, generalment, un nombre més elevat d'homes joves aptes per oferir que el que la quota reflectia. L'estricte formalisme de les quotes facilitava que el poder central pequinès limités la influència de les classes altes del sud del Iang-Tsé.
Finalment, les respostes dels exàmens dels candidats que aprovaven es presentaven a una comissió de 40 persones del Ministeri de Ritus que, en casos concrets, podia vetar als candidats. Els candidats que aprovaven l'Examen de Província adquirien el títol de magister (tradicional: 舉人, simplificat: 举人, pinyin: jǔrén), el qual no donava dret a presentar-se a l'Examen de la Capital, sinó a exercir com a subalterns en alguns càrrecs públics. A més a més, hi havia accèssits pels millors 8 o 18 candidats que no havien aprovat, la qual cosa comportava una sèrie de privilegis.

### Examen de la Capital
L'Examen de la Capital (tradicional: 會試, simplificat: 会试, pinyin: huìshì) tenia lloc el tercer més de l'any següent al de l'Examen de Província, és a dir, als anys del bou, el drac, l'ovella i el gos. Des de la dinastia Yuan, el lloc on se celebraven les proves era el recinte central d'examinacions de Pequín. Consistia en tres sessions de més d'un dia cadascuna i era inspeccionat pel ministre de ritus en persona, el qual era auxiliat per 22 examinadors més. Els deu millors exàmens eren mostrats a l'emperador perquè en fes la tria.
A diferència de l'Examen de Província, a l'Examen de la Capital no hi havia quotes preestablertes de candidats aprovats. Més aviat es mesuraven seguint una escala de qualitat, l'alçada de la qual podia variar en funció de la demanda per ocupar càrrecs públics del moment. A principis de la dinastia Qing solien aprovar prop de 400 candidats, i en temps de l'emperador Kangxi prop de 150. Posteriorment s'introduïren canvis en les quotes provincials. Es concedia una compensació als candidats més vells que ja s'havien presentat moltes vegades a l'Examen de la Capital i se'ls rebaixaven un pèl els criteris d'avaluació.
Originàriament, és a dir, a la dinastia Tang, l'Examen de la Capital era l'últim del sistema d'examinació; els candidats que l'aprovaven rebien el títol de doctor (tradicional: 進士, simplificat: 进士, pinyin: jìnshì) i podien accedir a tots els nivells de l'administració pública. Després de la introducció de l'Examen de Palau, l'Examen de la Capital ja no servia ni per rebre el títol ni els drets que comportava, sinó que només permetia prendre part a l'Examen de Palau i, a partir de l'emperador Qianlong, a una petita prova més senzilla i relativament comparable a l'Examen de Palau quant a l'accés a l'administració pública que era el següent pas a seguir per poder accedir a l'Examen de Palau.

### Examen de Palau
L'Examen de Palau (tradicional: 宮試, simplificat: 宫试, pinyin: gōngshì) fou introduït per l'emperador Song Taizu. Substituí la "prova d'actitud" que encara estava en ús durant la dinastia Tang i en què s'avaluaven l'aparença, la presència, la manera de parlar, la cal·ligrafia i el seny dels candidats que havien aprovat l'Examen de la Capital.
A Taizu el molestava que la prova d'actitud estigués en mans del Ministeri de Nomenaments i que romanguessin, amb això, les tradicionals camarilles aristocràtiques dominants. Amb la substitució d'aquesta prova per l'Examen de Palau, Taizu pretenia, d'una banda, enfortir la seva influència com a emperador en el sistema d'examinació i, de l'altra, assegurar la lleialtat dels mandarins de més pes. Formalment, la prova d'actitud seguia existint, però, en comparació amb l'Examen de Palau, cada vegada més s'anà convertint en una formalitat buida. A finals de la dinastia Qing, la implicació de l'emperador en l'Examen de Palau disminuí.
L'Examen de Palau rep el seu nom de la Ciutat Prohibida i era inspeccionat pel "fill del Cel" en persona. En la correcció, era ajudat per vuit dels funcionaris més importants de palau, els quals només llegien les respostes i feien els seus suggeriments a l'emperador. L'avaluació la duia a terme només l'emperador.

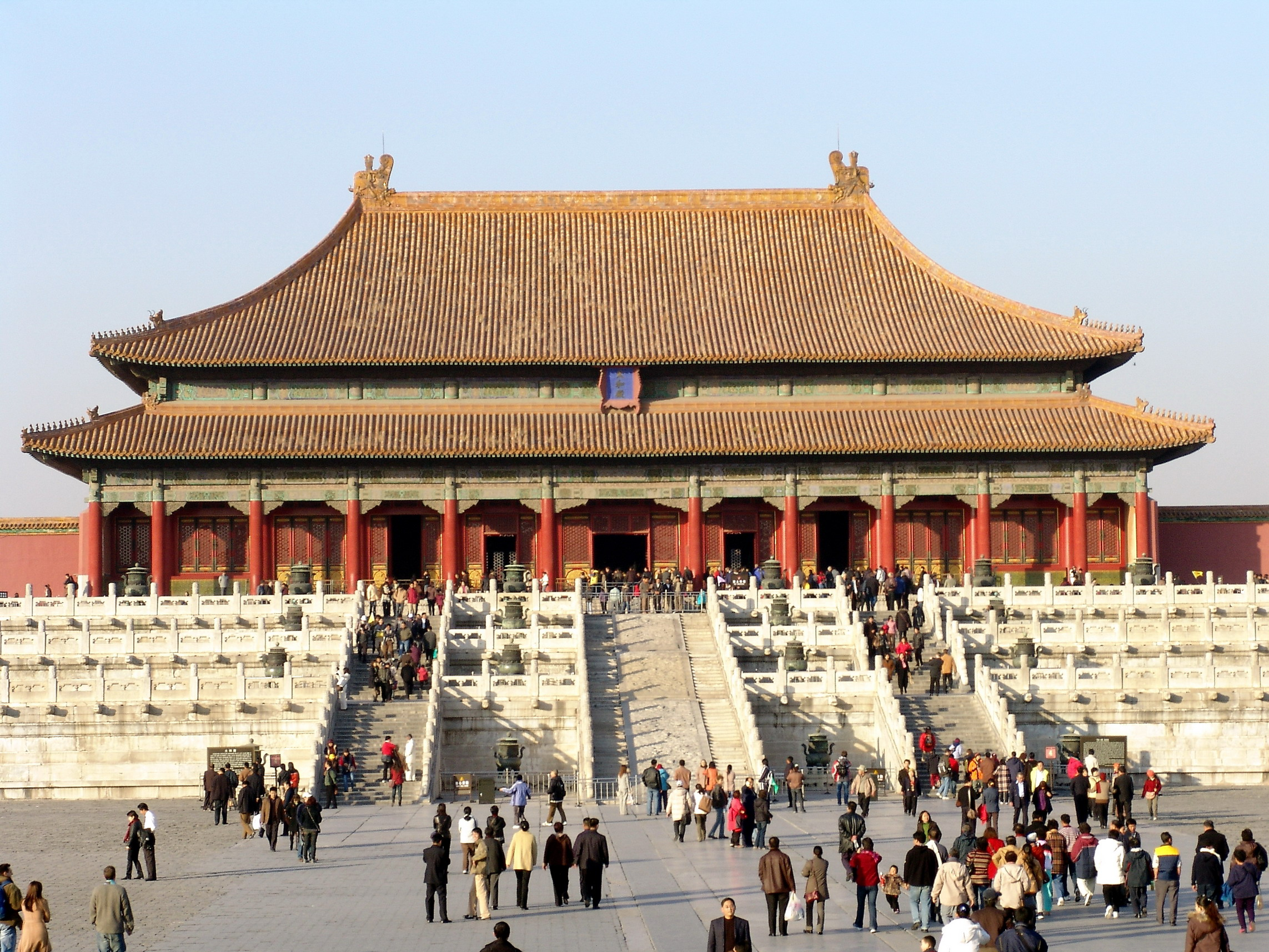
Palau de la Suprema Harmonia de la Ciutat Prohibida de Pequín

Un cop acabat l'examen que tenia lloc al Palau de la Suprema Harmonia, l'emperador es reunia amb els vuit mandarins que l'aconsellarien en l'avaluació al Palau de la Cultura. Les respostes s'anaven passant entre els consellers, els quals les avaluaven amb un dels següents símbols: cercle buit (100%), cercle ple (80%), triangle (60%), línia (40%) o creu (20%). Finalment, els deu millors eren mostrats a l'emperador, el qual emetia el vot final i procedia a establir un ordre (dels millors als pitjors) entre els candidats. A diferència dels altres examinadors del sistema, l'emperador no estava lligat a cap directiva o pauta i era completament lliure de prendre qualsevol decisió. Així doncs, passaven coses com ara que l'emperador Qianlong a l'examen de l'any 1761 ordenés que un oficial que amb prou feines sabia llegir i escriure fos un dels examinadors. Una altra vegada, el mateix emperador intercanvià les posicions del primer i el tercer dels candidats simplement perquè l'últim era de la província de Henan, a qui va creure víctima d'un desastre que ocorregué en aquella província i del qual ell, l'emperador, n'era culpable.
Amb l'aprovació de l'Examen de Palau, els candidats adquirien el grau acadèmic de doctor (tradicional: 進士, simplificat: 进士, pinyin: jìnshì) que permetia accedir als càrrecs de l'administració pública més elevats. Aquest títol tenia tres subgraus que eren, per aquest ordre, jinshi chiti, jinshi zhusheng i dong jinshi zhusheng. Els tres millors candidats rebien els títols especials de zhuàngyuán (tradicional: 狀元, simplificat:状元), bàngyǎn (tradicional i simplificat: 榜眼) i tànhuā (tradicional i simplificat: 探花). A l'era de les dinasties Ming i Qing només una trentena de llicenciats (un de cada tres mil) als Exàmens de la Capital i de Palau obtenien el títol de doctor.

### Exàmens extraoficials
Fora del sistema oficial d'examinacions hi havia els exàmens extraoficials. Des de sempre, havien allunyat homes capaços i amb talent del terreny de les proves imperials com el coneixement administratiu i es feien en llocs retirats com ara boscos, valls muntanyoses o llogarrets. En part, els motius que hi havia per fer aquestes proves eren una, sovint influenciada pel taoisme o el budisme, visió de la vida apartada del món o bé una gran insatisfacció amb les posicions polítiques dominants (fenomen que es pot observar especialment després dels canvis dinàstics). Sovint, però, simplement qui hi acudia havia renunciat durant la seva joventut a causa de la pobresa, la guerra o altres motius a una educació formal i, després, no volien fer la competència a homes més joves.
Per poder utilitzar, d'aquesta manera, el talent polític potencial dels candidats, molts emperadors dugueren a terme exàmens extraoficials que facilitaven als candidats l'accés a la funció pública per una via més simple. A les dinasties Tang i Song, per exemple, hi havia un examen "per homes que es trobaven aïllats" o un "per qui s'amaga en muntanyes i boscos". A principis de la dinastia Qing es va intentar guanyar-se els partidaris de la dinastia Ming menys lleials a la nova dinastia amb l'examen "per grans erudits d'erudició extraordinària", el primer dels quals tingué lloc l'any 1678, en temps de l'emperador Kangxi. Els seus homònims del sistema oficial, en el millor dels casos, es burlaven dels candidats que havien aprovat els exàmens extraoficials i sovint se'ls humiliava amb una mescla de supèrbia i enveja.

## Matèria d'examen

### Contingut
A tots els nivells del sistema d'examinació civil es demanava, des de la dinastia Song, la reelaboració d'una redacció sobre els temes dels Quatre Llibres i els Cinc Clàssics, llibres que es mostren en aquesta taula:
| Els Quatre Llibres | Els Quatre Llibres | Els Quatre Llibres | Els Quatre Llibres              |
| ------------------ | ------------------ | ------------------ | ------------------------------- |
| Tradicional        | Simplificat        | Pinyin             | Català                          |
| 大學               | 大学               | dàxué              | El Gran Ensenyament             |
| 論語               | 论语               | lúnyǔ              | Analectes de Confuci            |
| 中庸               | —                  | zhōngyōng          | El Mig Invariable               |
| 孟子               | —                  | mèngzǐ             | Llibre de Menci                 |
| Els Cinc Clàssics  |                    |                    |                                 |
| Tradicional        | Simplificat        | Pinyin             | Català                          |
| 易經               | 易经               | yìjīng             | Clàssic dels Canvis             |
| 詩經               | 诗经               | shījīng            | Clàssic de la Poesia            |
| 禮記               | 礼记               | lǐjì               | Clàssic dels Ritus              |
| 書經               | 书经               | shūjīng            | Clàssic dels Documents          |
| 春秋 / 麟經        | — / 麟经           | chūnqiū / línjīng  | Crònica de Primaveres i Tardors |

Els alumnes havien d'aprendre de memòria aquestes obres que, en total, tenien fins a 431.000 caràcters. L'any 1738, per exemple, es preguntà sobre la frase de les Analectes de Confuci "Sigues acurat amb el teu comportament i parla indulgentment només amb el poble".

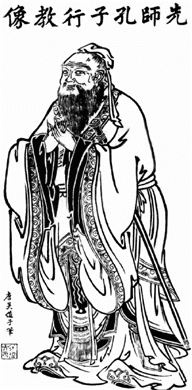
La matèria principal de tots els exàmens eren les escriptures de Confuci

A més a més, els candidats havien de compondre poemes sobre els temes de l'examen amb una mètrica determinada. Com més s'ascendia en la jerarquia de les proves, més terreny guanyava l'elaboració de redaccions sobre temes històrics o polítics o sobre problemes d'importància del moment. De vegades aquests exàmens es van fer servir per posar a prova la lleialtat dels candidats a la dinastia regnant. L'emperador Huizong, que tenia un gran gust per les arts, introduí, temporalment, una competició de pintura dins de les proves de l'Examen de Palau.
Als exàmens d'accés a les escoles superiors, les preguntes sobre els clàssics eren, per evitar respostes completament calcades als llibres que només demostressin que els candidats els havien après de memòria, gairebé sempre reformulades de manera complicada, estranya i fins i tot enganyosa; els examinadors, fent això, pretenien descartar un bon nombre de candidats. Els examinadors de l'Examen de Província, emperò, eren famosos per fer-ho a la inversa, és a dir, per plantejar preguntes senzilles que duien implícita la resposta desitjada.
També als exàmens d'accés a les escoles superiors, els candidats havien d'escriure de memòria un dels setze capítols del Sheng Kuangxun. Aquest llibre tracta de qüestions d'educació i formació i fou escrit per la ploma de l'emperador Yongzheng. Per això, el capítol havia de ser fidel a l'original i s'havia d'escriure sense cap caràcter erroni. Hi havia una excepció, però, pels caràcters que s'havien afegit en nom d'un emperador de la dinastia regnant: s'havien de substituir per caràcters similars per motius de respecte. Una falta d'aquesta mena era considerada un insult a Sa Majestat i tenia com a conseqüència l'expulsió del candidat i, en aquest cas concret, la suspensió del dret a presentar-se a futures proves sense tenir en compte ni l'obra ni els resultats de l'examinat.
Finalment, a l'Examen d'Aptitud els candidats havien de tornar a escriure de memòria al tercer dia allò que havien escrit el primer dia a causa del control d'identitat.

Wang Anshi, el crític més ferotge del sistema d'examinació imperial

El fet de criticar el contingut de les oposicions era tan vell com les oposicions mateixes. Especialment agudes eren les crítiques que l'erudit i polític dels temps dels Song, Wang Anshi (conegut pel seu esperit crític), elaborà al famós memoràndum de les deu mil paraules de l'any 1058. Als exàmens només s'avaluaven el coneixement detallat dels clàssics i certes habilitats estilístiques. Així doncs, preparaven insuficientment els candidats per les exigències pràctiques del funcionariat. El sistema d'examinació només formava generalistes, mentre en nombroses funcions de l'administració de l'estat calien especialistes en finances, agricultura o construcció de camins.
No obstant això, els continguts de la prova romangueren vuit segles sense ser modificats substancialment; a finals de la dinastia Qing s'enduriren les crítiques, renovades per la influència estrangera, principalment occidental, la qual cosa duria als tímids intents de reforma de l'emperador Guangxu i, finalment, a l'abolició de tot el sistema l'any 1905.

### Forma
A tots els nivells del sistema es valorava altament l'observació de les formalitats. Sobretot els poemes, tot i que també les redaccions i els fragments en prosa, s'havien d'executar seguint una rima i una mètrica, per la qual cosa no es tolerava cap concessió. L'estructura més formalitzada era la de redacció en vuit parts (tradicional i xinès simplificat: 八股文 pinyin: bāgǔwén) introduïda pels Ming l'any 1487, en què calia desenvolupar l'antítesi del tema en vuit capítols de 700 caràcters cadascun.
Els caràcters havien de ser escrits en estil kaishu, en el qual els traços s'han d'escriure dins d'un quadrat imaginari, de tal manera que sembli que siguin impresos. No es permetien ni correccions ni taques: el text que s'entregava havia de ser impecable.

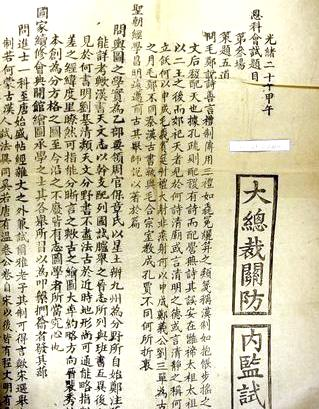
Pregunta de l'Examen de la Capital de l'any 1894

Els candidats de l'Examen de Província patien moltes fatigues a causa d'això. A les cel·les a l'aire lliure i amb només una cortina que els protegís de les inclemències del temps de tardor, els papers corrien el perill de desordenar-se pel vent, de caure a terra i tacar-se o de mullar-se amb la pluja, per la qual cosa els opositors sovint protegien els textos fins i tot a risc del seu cos i la seva salut. Els examinands també havien de prendre precaucions perquè les espelmes que encenien en hores de nit no caiguessin i cremessin els papers. En lliurar-los, els exàmens eren inspeccionats pels examinadors buscant defectes de forma com ara caràcters mal escrits en un detall, espais en blanc, marges no respectats o coses similars, que duien a l'expulsió inapel·lable del candidat.
Especialment estrictes eren els requisits formals de l'Examen de Palau: com que la inspecció era feta per l'emperador en persona, no només les preguntes eren fetes en l'estil de lletra de palau, sinó que calia que també la resposta dels candidats fos feta dins d'un estricte cànon de formulació.
Les preguntes s'encetaven amb les següents paraules (traducció no directa, feta a través de l'alemany):
Les respostes dels candidats també començaven amb la mateixa manera de parlar bojament devota, amb una cosa com ara: "El Vostre fidel servent respon la Vostra pregunta, el Vostre fidel servent us ha sentit. Sa Majestat es dedica als afers d'estat sense descans i estic tan agraït i sóc tan afortunat que Vós, malgrat el temps que us pren la vostra càrrega, demaneu a algú tan inexpert com el Vostre fidel servent sobre els encerts i desencerts passats i presents de l'activitat del govern.".

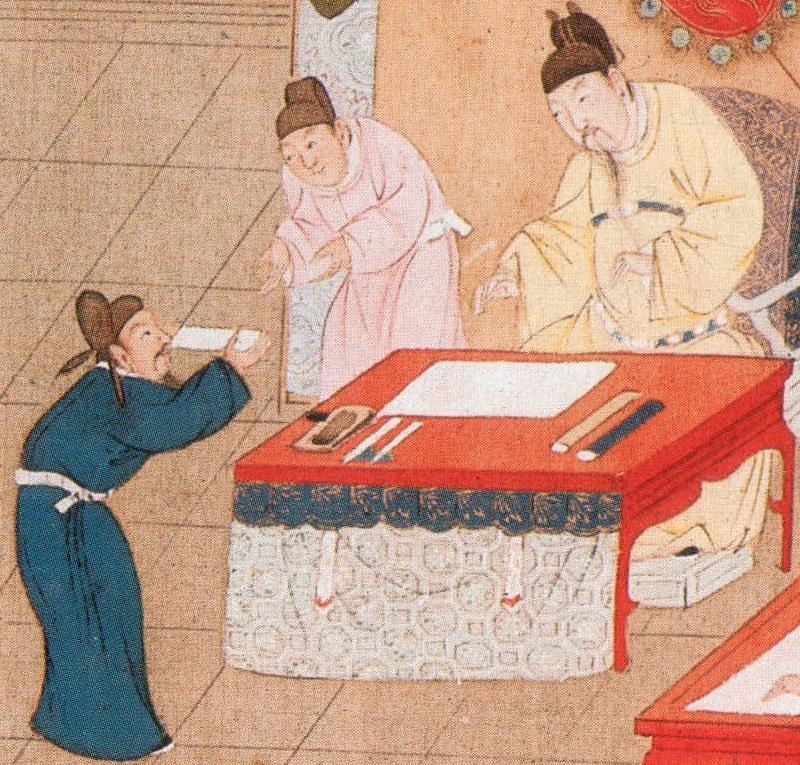
L'emperador en persona rep l'examen d'un candidat a l'Examen de Palau

Sempre que una pàgina contingués el nom de l'emperador, aquest s'havia de repetir als primers espais en blanc dedicats a això. Paraules que es relacionessin amb l'emperador, els seus parents o les seves qualitats, s'havien de remarcar i les mencions als avantpassats del mateix candidat s'havien de remarcar encara més. Les coses que es relacionaven amb el candidat mateix s'esmentaven a la inversa, és a dir, que havien de ser dissimulades. En total, la resposta havia d'ocupar més de mil caràcters i, si no arribava a aquesta xifra, no s'acceptava.
Com a conclusió, l'examinat solia posar aquestes paraules: "Jo, el Vostre fidel servent, un subordinat i petit estudiant m'he arriscat, sense ser conscient d'on em trobava, per mostrar-vos la meva opinió i m'avergonyeixo tant si, mostrant-la, he insultat a Sa Majestat, que no sé on m'hauria d'amagar. Us entrego devotament la meva resposta.".

## Controls
A causa de la gran dificultat de les proves i de l'elevat nombre de suspesos, molts candidats intentaven aconseguir la seva meta per mitjans tramposos com ara l'engany, l'ús de materials no permesos a les proves, el tràfic d'influències o el suborn. Ben aviat el govern establí rigoroses mesures de seguretat. Les infraccions d'aquestes mesures eren severament castigades tant pels candidats com pel personal de vigilància i els examinadors. Petites infraccions podien dur, en el pitjor dels casos, a l'expulsió de l'examen o a la suspensió del dret a prendre part a futures proves. A l'Examen d'Aptitud hi havia un enginyós sistema de càstig de punts: 
Mentre es feia la prova hi havia un formulari amb tres espais en blanc en què s'estampava un segell cada vegada que es cometia una infracció contra l'ordre de la prova. Un cop s'arribava a les tres estampes el candidat era expulsat de l'examen. Tan sols una estampa comportava punts negatius en tots els aspectes de la prova a l'hora de corregir-la, els quals eren molt difícils de recuperar amb el resultat de la resta de l'examen. Es consideraven infraccions de l'ordre de la prova: abandonar la cel·la més d'una vegada, l'intercanvi de papers, deixar caure els papers a terra, parlar, mirar al company, l'intercanvi de cel·les, interferir en la tasca del personal de vigilància, violació de normes, murmurar (per exemple, en la comprovació de la mètrica dels poemes) i l'entrega d'exàmens incomplets. Encara hi havia més deduccions de punts si els caràcters no es corresponien a l'estil kaishu, segons el qual els caràcters havien d'ocupar l'espai d'un quadrat imaginari.
Pels examinadors, les faltes greus com acceptar un suborn o l'afavoriment d'un candidat tenien, en tots els casos, la pèrdua de la seva plaça de funcionari com a conseqüència. Per aquestes faltes, tant els examinadors com els candidats podien arribar a ser condemnats a la proscripció o fins i tot a mort. L'any 1858 un escàndol sacsejà la dinastia Qing en subornar un tal Lo Hung-I a tots els seus examinadors i deixant-lo passar al següent nivell tot i les normes de forma pels exàmens invàlids. L'assumpte acabà amb més d'una condemna a mort.

### Mesures de precaució contra materials no permesos
A tots els nivells de les proves, tots els dies d'examen i totes les sessions començaven amb escorcolls i inspeccions dels materials duts a la prova. Als exàmens d'accés a les escoles superiors, els examinands només podien dur, a part de la roba, tinta, pinzells, tinta xinesa, gots d'aigua i alguna cosa per menjar. A les sessions de més d'un dia de l'Examen de Província, estava permès dur-hi, a més d'això, flassades per dormir, orinal i espelmes. En cap cas i sota cap circumstància es permetia l'accés a l'examen amb papers escrits. També els diners eren il·legals, ja que es podien fer servir amb la finalitat de subornar. Ben famosos eren els apunts amagats que duien els candidats, en què hi havia còpies dels clàssics en una mida microscòpica.
Si els guardes trobaven alguna cosa prohibida, el guarda rebia un premi, mentre el candidat descobert era expulsat de l'examen. A l'Examen de Província, els candidats i el seu equipatge eren escorcollats per quatre guardes alhora, els quals rebien una recompensa de tres unces de plata cada vegada que trobaven un objecte no permès i que, per això, no dubtaven de tallar i inspeccionar els bunyols dels candidats i la seva pasta de mongetes. A la segona porta es repetia un escorcoll igualment intens pel mateix nombre de soldats en què, si descobrien negligències del grup de la primera porta, el grup de la primera porta rebia un càstig molt sever. Els lents escorcolls es feien el primer dels tres dies d'examen, de tal manera que es podia començar amb l'examen de veritat el matí del segon dia. Tot i els esforços, de vegades s'aconseguia fer passar desapercebuts llibres sencers i tot, ja que s'havia disfressat el llibre amb la finalitat que semblés una altra cosa.
Als exàmens d'accés a les escoles superiors s'entregava als candidats papers oficials d'examen marcats. A l'Examen de Província, emperò, podien dur el seu propi paper. Aquests papers eren marcats des de bon començament amb el segell oficial, de manera que formaven part dels materials permesos.

### Mesures de precaució contra l'ajuda de terceres persones
Els examinats es trobaven, a cadascun dels nivells del sistema d'examinació, en un estricte aïllament dins d'una zona hermèticament acordonada. Les portes eren tancades amb pany i forrellat. I s'interrompia tota comunicació, tant dels examinats com dels examinadors, amb el món exterior.
La còpia, però, representava un problema: si dos exàmens s'assemblaven molt, aleshores els examinadors suposaven que dos candidats o més s'havien copiat l'un a l'altre o que havien reunit les respostes i, per tant, els qualificaven amb un insuficient. En intervals de temps preestablerts s'estampava un altre segell a les fulles dels exàmens. Qui escrivia una part desproporcionada de la resposta en un d'aquests intervals, era suspès automàticament sota la sospita d'haver copiat. A l'Examen de Província, els candidats eren constantment vigilats des de les torres de vigilància de cadascuna de les zones del recinte.
Per això, els candidats que es feien passar per una altra persona experimentada corrien un gran perill. Al començament dels exàmens d'accés a les escoles superiors, es cridava als candidats pel nom, aleshores feien un pas endavant i comprovaven la seva identitat. Sempre que se s'intercanviaven les identitats, aquesta infracció podia ser descoberta per mitjà de certes indiscrecions en l'estil o la comparació de l'escriptura, per la qual cosa era castigada més severament encara.

### Mesures de precaució contra l'afavoriment d'un candidat en la correcció
Es prenien nombroses mesures de seguretat per evitar l'afavoriment d'un candidat concret en la correcció. Per això, els exàmens eren avaluats, des del primer nivell dels exàmens d'accés a les escoles superiors, en una estricta clausura. A més a més, els exàmens no estaven marcats amb el nom del candidat, sinó que duien el número de cel·la corresponent.

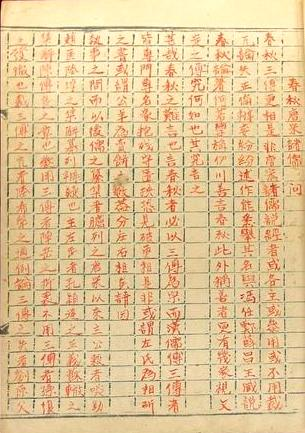
Còpia d'un examen feta amb tinta de cinabri de l'època de la dinastia Qing

Igualment, es prenien mesures per evitar l'afavoriment de candidats a l'Examen de Província: es feia saber el nom dels examinadors en l'últim moment, els examinadors no podien establir contacte amb el personal de vigilància, amb el qual vivien, mentre durava la prova, dins de la mateixa part del recinte però separats per un rierol. Als examinadors, per evitar que poguessin identificar la lletra del candidat, no se'ls entregava l'original en tinta negra. Primerament, es copiava l'examen fent ús de tinta de cinabri. Aleshores ambdós textos passaven a mans dels controladors, qui marcarien les discrepàncies entre ambdós amb tinta groga. Mentre l'original quedava en mans del personal de vigilància, els examinadors rebien la còpia en vermell. Tanmateix, abans tornaven a passar una altra comprovació dels controladors, qui aquest cop comentarien els exàmens amb les observacions "immeritori", "mediocre" i "lloable" amb tinta blava. Després passava a mans dels examinadors, els quals emetien el resultat final amb tinta negra. Finalment, les còpies tornaven a ser comparades amb l'original.
Tot i aquestes mesures de precaució, sempre hi havia una infinitud de possibilitats perquè els examinadors poguessin identificar i afavorir un candidat concret. Així doncs, es podia identificar el candidat per un caràcter concret en un punt concret que s'havia acordat abans. La corrupció era a l'ordre del dia i era el tema de nombroses converses.

## Circumstàncies en què es duia a terme l'examen
A part dels controls, el temps durant el qual es feia l'examen era dur i estava ple d'inclemències pels candidats. Segons una famosa dita, calia tenir la força de voluntat d'un drac, la força d'una mula, la insensibilitat d'un corc i la resistència d'un camell per aprovar l'examen.
Els candidats dels exàmens d'accés a les escoles superiors es trobaven en unes circumstàncies relativament còmodes. Les proves de més d'un dia sota una estricta vigilància i les pegues que comportaven aquest fet requerien molta energia. A les quatre del matí ja es feia el toc de corneta per poder presentar-se puntualment a les set. De tota manera, els Exàmens de Districte i Prefectura es feien en el recinte cobert de l'administració local. A més a més, els candidats podien anar-se'n a casa un cop acabat el dia.

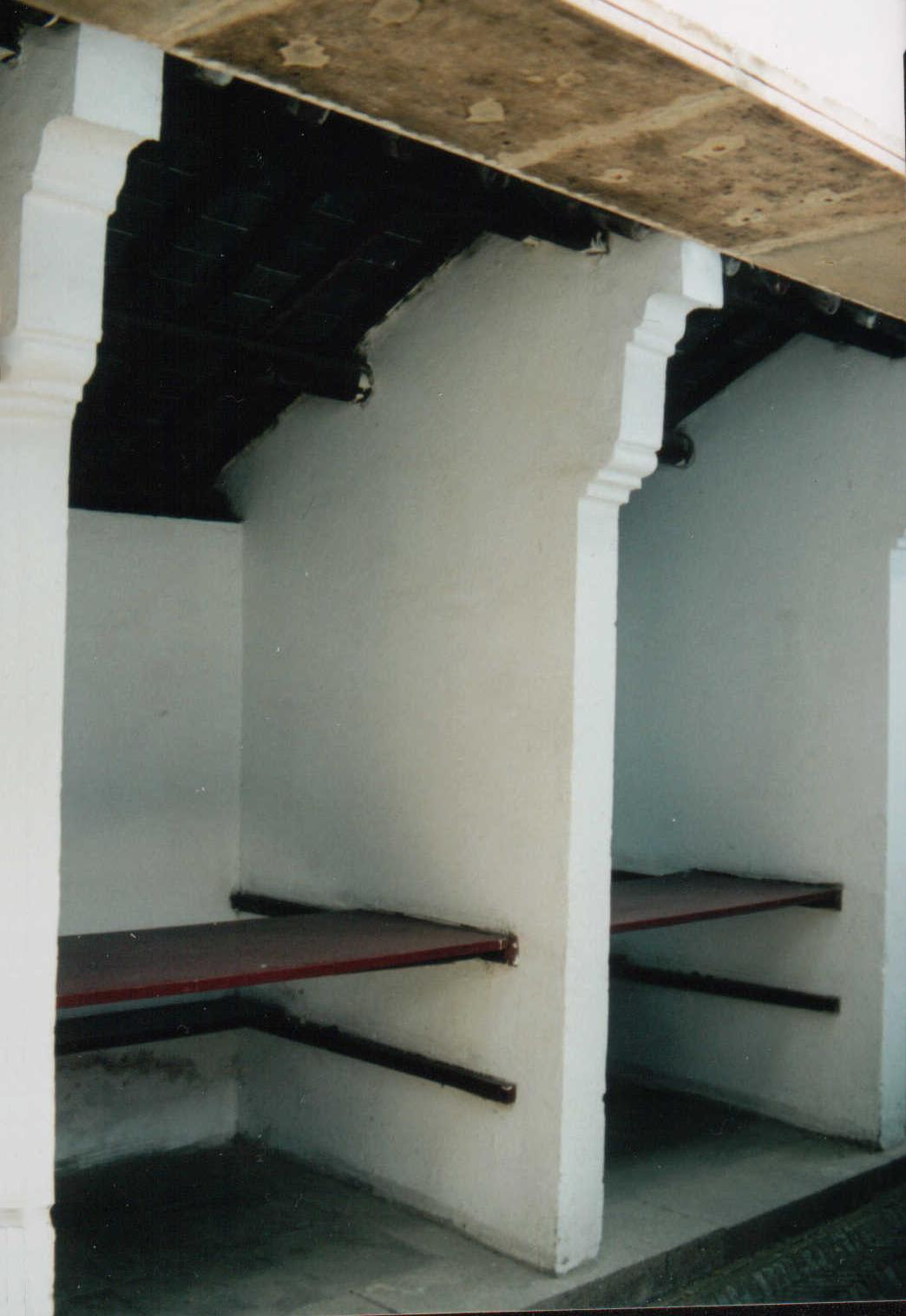
Cel·les d'examinació a Nanquín

Tanmateix, l'Examen de Província tenia molta mala fama: els examinats havien d'aguantar tres dies i dues nits a les seves cel·les estretes i a l'aire lliure. En aquestes cel·les només hi havia tres taulons que es feien servir com a seient, escriptori i prestatgeria. A més a més, els candidats eren exposats, en plena tardor, al vent, a altres inclemències del temps i a tota mena d'insectes. De nit no podien abandonar la cel·la, sinó que només els estava permès dormir agenollats en posició embrionària. A més, s'havien de preocupar per la integritat dels papers i de mantenir-los nets. Eren vigilats constantment des de les torres. La relació que els soldats establien amb els seus vigilats era aspra, ja que formaven part de les classes baixes i no sabien si un dels aprovats seria, en un futur, el seu superior.
El poeta Pu Songling ens parla, en un poema en relació amb això, de les "set fases" del candidat de l'Examen de Província (que ell, tot i els esforços, mai no aprovà): quan, molt carregat, arriba al recinte d'examinacions, es mou com un captaire. Durant els escorcolls i les humiliacions dels guardes, se sent com presoner. Durant l'estada de més d'un dia a l'estreta cel·la, experimenta la vida d'una larva d'abella. Deixant el recinte un cop acabat l'examen se sent com un ocell alliberat de la gàbia. Durant l'espera pels temuts resultats, el candidat s'assembla a un mico a la liana. Després de fracassar, es queda tan immòbil com una mosca enverinada. Finalment li agafa un arravatament, durant el qual el candidat destrossa tots els seus béns, tal com fa el colom amb els seus ous.
Els candidats de l'Examen de Palau eren, a diferència de la resta de candidats, molt ben tractats. Havien de fer els seus exàmens al Palau de la Suprema Harmonia de la Ciutat Prohibida. Per això, eren servits pels eunucs i els servents de l'emperador i se'ls servia te i menjar. En cap moment havien de carregar les seves coses ells mateixos. I disposaven de tot el paper que volguessin per respondre les preguntes.

## Aprovació de l'examen

### Requisits
El requisit principal per aprovar en els exàmens imperials eren les habilitats que calen per reproduir un text de memòria. El candidat havia de ser capaç de retenir a la memòria un cànon de coneixements sencer i fidel a l'original, de dir-lo de memòria paraula a paraula si els ho demanaven i de prendre'ls com a model en l'elaboració de redaccions o debats. No es demanava tant l'especialització en una matèria o el desenvolupament de solucions o idees pròpies. També la creativitat necessària per crear redaccions o poemes s'havia de mantenir dins dels estrictes límits formals de la pauta. No era indispensable, però, tenir una constitució o una resistència físiques determinades.
Estava molt estesa la creença budista que deia que aprovar l'examen es trobava en relació amb l'autoritat moral del candidat o la seva vida anterior. Hi ha un munt d'històries sobre candidats que són visitats pels esperits de les dones que han deshonrat i duts a la perdició per aquests esperits, o d'examinadors la mà dels quals ha sigut dirigida per un jutge dels inferns. Sorprenentment, la majoria d'aquestes històries tenen lloc a l'Examen de Província, mentre en les circumstàncies més còmodes dels Exàmens de la Capital i de Palau disminueix l'abundància d'aquestes històries.

### Publicació dels resultats

Candidats a les proves durant la publicació dels resultats

La publicació dels resultats es feia d'una forma festiva i cerimonial: als exàmens d'accés a les escoles superiors, s'escrivia el nom dels candidats dins de cercles concèntrics, de manera que la primera posició era la que tenia més cercles i la resta la seguien sempre en el sentit de les agulles del rellotge. Aleshores, es penjaven els exàmens.
A l'Examen d'Aptitud, s'anunciava amb salves que els músics actuaven al temple confucià de la capital de prefectura. I els nous llicenciats obtenien el vestit blau i negre de llicenciat i el birret de cap de gavina. Finalment, s'entregaven les "flors d'or", fetes de pa d'or i paper vermell, que cada llicenciat rebia del guia d'estudis provincial en persona en una petita audiència privada.
La cerimònia de publicació dels resultats de l'Examen de Palau era especialment espectacular, oficiada pel mateix emperador al Palau de la Suprema Harmonia de la Ciutat Prohibida.

### Possibilitats de repetir
Els nombrosos candidats que suspenien no tenien motius per desanimar-se: tots els exàmens es podien repetir tantes vegades com volguessin. Això explica l'elevat nombre de candidats vells. Presentar-se cinc vegades o més a un examen no era pas cap raresa. El pare del famós funcionari dels Qing, Zeng Guofan, per exemple, va aprovar l'Examen d'Aptitud al dissetè intent i obtingué el títol de llicenciat alhora que l'obtenia el seu fill. Un altre exemple d'això és al d'un tal Zhang Qian de Jiangsu que es presentà a l'Examen de Palau de l'any 1894, que havia passat, segons deia, 35 anys preparant-se pels exàmens i un total de 160 dies dins dels recintes d'examinació.

### Importància d'aprovar
Aprovar els exàmens imperials era un objectiu vital de gran importància pels joves de les classes cultes. El cap i a la fi, significaven l'obtenció d'un càrrec públic i, per tant, permetien ascendir en l'escala social. A la Xina, les benediccions i els desitjos de sort més intensos es feien per desitjar sort a l'examen. I es simbolitzaven en postals, icones, pintures, etc. per un gran nombre de símbols, entre els quals hi havia carpes, campanes, alabardes, cuques de llum però també vanos, faixes, birrets, paraigües i miralls, atributs del funcionari.
Nombroses novel·les i contes parlen dels esforços del protagonista per obtenir el títol de magister o es basaven en la història d'un Primer (zhuangyuan) de l'Examen de Palau. I molts sogres potencials hi vinculaven el permís de casar-se amb les seves filles. S'exposa abundantment la natura de les examinacions a la Història no oficial del Bosc dels Erudits (tradicional i simplificat: 儒林外史, pinyin: rúlín wàishǐ) de Wu Jingzi de l'any 1750.

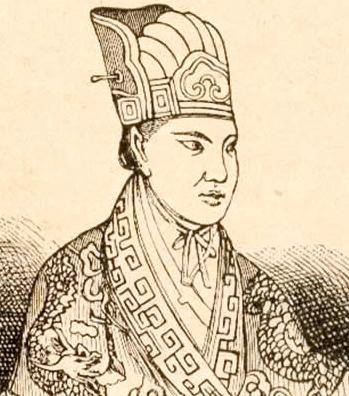
L'autoproclamat emperador de Taiping, Hong Xiuquan.

### Candidats suspesos
Com ja s'ha dit, només un de cada cent candidats obtenia el títol de llicenciat i només un de cada tres mil llicenciats obtenia el títol de doctor. Tot i les abundants possibilitats de repetir l'examen, sempre hi va haver innombrables candidats que, a pesar dels molts esforços dedicats, mai no van aconseguir el títol que els permetia accedir a la funció pública. I evolucionà fins que a finals de la dinastia Qing no hi havia prou places de funcionari per tots els possessors del títol.
Una part dels candidats suspesos es resignava i es dedicava a fer de professors privats o es decantava per la filosofia i l'art. No obstant això, aquesta situació duia a bona part de les classes cultes a una insatisfacció tan gran, que acabava convertint-se un perill per l'estat a causa de la seva bona educació: no era estrany que d'aquests cercles en sorgís un líder rebel o els reclutessin en revoltes i aixecaments que constantment sacsejaven l'imperi. L'exemple més conegut d'això és el de Hong Xiuquan, el líder de la rebel·lió dels Taiping que sacsejà els fonaments de la Xina imperial i de l'hegemonia Qing.
Lu Xun ens narra molt bé la història d'un candidat fracassat que, tot i els molts esforços, no assoleix el títol de llicenciat i degenera fins a convertir-se en un proletari al llibre Kong Yiji de l'any 1919.

## Cerimònies de clausura
Els exàmens de cada nivell acabaven amb el cerimonial festiu corresponent a cada nivell:

### Festes i banquets
Era costum que al final de tots els exàmens els examinadors convidessin els candidats aprovats a un banquet, amb el qual tant ells com l'emperador els expressaven les gràcies i el respecte guanyat. A l'Examen de Província, el banquet rebia el nom de banquet de l'udol (tradicional: 鹿鳴宴, simplificat: 鹿鸣宴, pinyin: lùmíngyàn). En aquests banquets s'establia una especial relació mestre—alumne sense tenir en compte si, de fet, van ser educats per una altra persona. Aquells qui havien aconseguit una de les tres primeres posicions a l'Examen de Palau els esperava, a més, un banquet especial a la capital de la seva prefectura natal. Tanmateix, també els altres doctors passaven més d'un dia en una successió interminable de banquets, desfilades i homenatges de tota mena.

### Notificació al districte natal
Després, les autoritats encarregades de les proves informaven al districte natal dels candidats. L'administració local enviava, aleshores, missatges a les famílies dels candidats, per fer-los saber la bona notícia amb paraules maques que solien escampar-se, com tot xafardeig, per tot el districte. Amics i familiars els duien desitjos de sort i regals que els llicenciats tornaven amb pagues als professors i als ciutadans i amb banquets pels amics i familiars.
Si d'una província en sorgia un dels tres primers candidats de l'Examen de Palau, aleshores es convertia en un gran esdeveniment de dimensions polítiques. Els candidats eren tractats com a alts dignataris de l'imperi. Per tal que es poguessin construir una mena d'arc de triomf a la porta de casa seva, rebien de palau una paga extraordinària de 30 unces de plata i, per al zhuangyuan, és a dir, per al Primer, de fins i tot 80.

### Publicació dels exàmens
Un cop acabats els exàmens, es cremaven els exàmens originals i també les còpies en reverència a la paraula escrita. Tanmateix, per un petit recàrrec, els candidats podien demanar que els els lliuressin. A vegades els candidats publicaven els seus exàmens. Això era ben corrent amb les preguntes de l'Examen de la Capital i l'Examen de Palau, que eren formulades pel mateix emperador. Les publicacions dels exàmens eren molt populars entre els candidats d'exàmens futurs, que les feien servir com a ajuda en la preparació.

### Obligacions religioses
Un cop aprovat l'Examen d'Aptitud, els nous llicenciats retien les seves reverències als mestres al temple confucià local un cop tornats a casa i feien un jurament pels coneixements rebuts. Un cop aprovat l'Examen de Palau, els nous doctors feien un sacrifici al temple de Confuci de Pequín i feien una reverència davant l'estàtua del Gran Mestre i els seus alumnes. Allà s'hi aixecaven unes lloses que transmetien a la posteritat els noms dels candidats aprovats a l'Examen de Palau de tots els temps que encara es poden veure avui.

## L'excepció: els exàmens militars
Imitant el sistema d'examinació civil, també hi havia un sistema d'examinació militar. Tant el nom dels exàmens com el títol que s'hi aconseguia anaven sempre precedits amb el caràcter de wǔ (tradicional i simplificat: 武, català: militar).

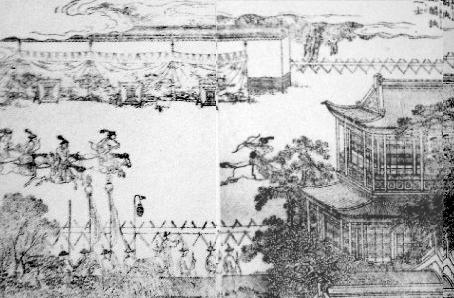
Prova de tir amb arc dels exàmens militars

No s'hi examinava tant l'excel·lència intel·lectual dels candidats com la seva força i habilitat físiques: així doncs, els candidats havien de disparar tant a peu com a cavall a objectius de paper i dianes similars amb arcs i sagetes, doblegar arcs de 80, 100 o 120 jins de pes (= 48—72 kg), demostrar el seu maneig virtuós de l'alabarda o aixecar pedres del pes de 200, 250 i 300 jins (120—180 kg) 35 cm enlaire. També exigia escriure de memòria passatges dels clàssics militars de Sun Tzu, Wuzu i Suma Fa, tot i que els examinadors en tots els exàmens militars eren permissius amb les habilitats intel·lectuals dels candidats a causa de l'escassa importància que tenien.
Els exàmens militars i aquells que els aprovaven no rebien la mateixa consideració ni per part del govern ni de la població que els seus homònims civils. Un motiu per això era que l'èxit dels oficials no depenia tant de les habilitats avaluables i demostrables en un examen, sinó de l'experiència adquirida en els camps de batalla i en el respecte i la confiança que li tenien les tropes. Per això els caps militars més grans de la història xinesa no eren pas wu jinshi, sinó soldats que havien ascendit a cops de pica. Els acadèmics militars, per això, eren destinats a llocs tranquils i eren la riota tant de civils com de la resta de militars.